# Ormen (avloppstunnel)
Ormen eller Stockholmsormen är en bräddavloppstunnel för dagvatten under Östermalm i Stockholm. Ormen färdigställdes 1994 och kan ta hand om 35 miljoner liter dagvatten, den fungerar som ett utjämningsmagasin för att samla dagvattnen under flödestopparna.
Ormen sträcker sig mellan Roslagstull och Karlavägen. Den är 2,7 kilometer lång och har en diameter på 3,5 meter. För framdrivningen av tunneln valdes en fullortsborrning med en  tunnelborrningsmaskin (TBM). Med fullortsborrning fås fördelar som exempelvis jämna och släta tunnelväggar i förhållande till sprängning.
Ormen byggdes för att ta emot allt dagvatten som innerstadens avloppsnät inte klarar av när det regnar kraftigt. Tidigare svämmade ledningsnätet över och fyllde husens källare med en blandning av avloppsvatten och dagvatten. Sedan 1994 rinner vattnet istället över från ledningsnätet till Ormens magasin. När regnet slutat och ledningarnas nivå sjunker pumpas vattnet från Ormen tillbaka till ledningsnätet och vidare till Henriksdals reningsverk. Verket i Henriksdal tar emot avloppsvattnet från 650 000 människor, men till reningsverket kommer nästan lika mycket vatten från gator och torg; 40 procent av flödet till reningsverket är nederbörd från Stockholms innerstad.